# William V. Brady
William Vermilye Brady, född 24 juli 1811 i New York, död 31 mars 1870 i New York, var en amerikansk silversmed, juvelerare och politiker (whig). Han var New Yorks borgmästare 1847–1848 och postmästare 1849–1853. Därefter var han verksam som affärsman inom försäkringsbranschen.